# Monthly Comic Zero Sum
Monthly Comic Zero Sum (月刊コミックZERO-SUM, Gekkan Komikku Zero Samu) est un magazine de prépublication de mangas mensuel de type josei publié par Ichijinsha depuis mars 2002.

## Séries publiées
- Loveless
- Saiyuki
- Amatsuki
- Are you Alice ?
- Karneval
- 07-Ghost
- Otome Game no hametsu Flag shika nai akuyaku reijō ni tensei shite shimatta…